# 말레이어군
말레이어군(영어: Malayic languages)은 오스트로네시아어족 말레이폴리네시아어파 순다·술라웨시 언어들의 하위 분류이다. 말레이어군 언어들로는 말레이시아, 인도네시아와 브루나이의 공용어인 말레이어, 중앙 수마트라의 미낭카바우어와 보르네오 북부의 이반어 등이 있다.
말라익어군의 기원지는 이반어의 사용 지역인 보르네오 서부로 추정된다. 말레이 언어들의 분포로 보아, 말레이어군 화자들이 중앙 수마트라나 보르네오로부터 퍼져나간 것으로 보인다.
한때 ‘다약어’라는 이름을 공유하는 다양한 언어들의 위치 문제가 혼란을 야기했었다. 이제는 다약어 중 일부는 말레이어군에 속하고, 나머지는 아니라는 것이 밝혀졌다.

## 분류

### 하위 분류
말레이어군에 어떤 언어들이 속하는지는 대체로 합의되었지만, 말레이어군의 구조에 대해서는 여전히 논란이 있다.

#### Adelaar (1993)
Adelaar (1993)은 말레이어군을 다음과 같이 분류한다.
- 이반어군
- (주 분기군)
  - 표준 말레이어
  - 미낭카바우어
  - 중앙 말레이어
  - 반자르어
  - 베타위어
  - 그 외

#### Ross (2004)
Ross (2004)는 문법적 증거에 기반하여 말레이어군을 둘로 분류한다.
- 서말레이다약어군 (켄다얀어, 살라코어)
- 핵심 말레이어군 (나머지 전부)

이 분류는 글로톨로그 3.4판에 반영되어 있다.

#### Anderbeck (2012)
Tadmor (2002)을 따라, Anderbeck (2012)는 리아우 제도의 오랑 라웃 부족 방언을 논하면서 말레이어군과 구분되는 ‘말레이어’(Malay)라는 하위 분류를 상정한다. 그는 이반어군, 켄다얀어/살라코어, 케닌잘어, 말레이다약어 (또는 “다약말레이어”) 및 우락라워이어와 두아노어를 제외한 모든 말레이어군 언어를 잠정적으로 ‘말레이어’로 분류한다.
- 이반어군
- 켄다얀/셀라코어
- 케닌잘어
- 말레이다약어
- 우락라워이어
- 두아노어
- 말레이어 (나머지 모든 말레이어군 언어를 포함)

이 분류는 에스놀로그 17판에 반영되어 있다. 단, 에스놀로그는 두아노어를 ‘말레이어’에 속한다고 본다.

#### Smith (2017)
Smith (2017)는 보르네오의 언어를 논하면서, 보르네오 서부와 수마트라 남부의 말레이어군 언어들이 하위 분류를 이룬다는 근거를 제시하고 여기에 “서보르네오 말레이어군”이라는 이름을 붙였다. 그러나 다른 언어들은 분류하지 않았다.
- 서보르네오 말레이어군
  - 켄다얀·살라코어 (= Ross의 “서말레이다약어군”)
  - 베세마어[8]
  - 이반어군
    - 이반어
    - 세베루앙어
    - 무알룽어
    - 케닌잘어
- ‘기타 말레이어군’ (계통적 분류 아님)
  - 표준 말레이어
  - 자카르타 말레이어
  - 크타팡 말레이어
  - 반자르 말레이어
  - 쿠타이 말레이어
  - 브루나이어

#### 그 외의 가설
Omar & Yahaya (2018)는 오랑 아슬리 민족의 여러 말레이어군 언어가 말레이어와 같은 하위 분류에 포함되어야 한다고 주장한다. 단, 훨씬 과거에 분기했으리라 여겨지는 두아노어는 포함되지 않는다.

### 상위 분류
말레이어군은 말레이폴리네시아어파에 속한다. 또한 참어군과 가까운 관계라는 데 대부분이 동의한다. 그러나 그보다 넓은 범위의 관계에 대해서는 논란이 있다. 크게 두 가지 제안이 있는데, Adelaar (2005)는 말레이어군이 다음과 같은 말레이숨바와어군에 속한다고 주장한다.
- 말레이숨바와어군
  - 말레이·참·발리·사삭·숨바와어군
    - 말레이어군
    - 참어군
    - 발리사삭숨바와어군

  - 순다어
  - 마두라어

한편 Blust (2010)와 Smith (2017)는 말레이어군이 다음과 같은 확대 북보르네오어군에 속한다고 주장한다.
- 확대 북보르네오어군
  - 북보르네오어군
  - 중앙사라왁어군
  - 카얀무릭어군
  - 육지다약어군
  - 말레이참어군
    - 참어군
    - 말레이어군

  - 르장어
  - 순다어

말레이숨바와 가설은 주로 음운론적 증거와 적은 수의 어휘적 증거에 바탕을 두며, 확대 북보르네오 가설은 폭넓은 다량의 어휘적 증거에 바탕을 둔다.

## 재구

### 음운론
말레이조어에는 19개의 자음과 4개의 모음이 있었다.
|        |        | 순음 | 치경음 | 경구개음 | 연구개음 | 성문음 |
| ------ | ------ | ---- | ------ | -------- | -------- | ------ |
| 파열음 | 무성   | p    | t      | c        | k        | ʔ      |
| 파열음 | 유성   | b    | d      | ɟ        | ɡ        |        |
| 비음   | 비음   | m    | n      | ɲ        | ŋ        |        |
| 마찰음 | 마찰음 |      | s      |          |          | h      |
| 유음   | 유음   |      | l      |          | ʀ        |        |
| 접근음 | 접근음 | w    |        | y        |          |        |

|        | 전설 | 중설 | 후설 |
| ------ | ---- | ---- | ---- |
| 고모음 | /i/  |      | /u/  |
| 중모음 |      | /ə/  |      |
| 저모음 |      | /a/  |      |

이중모음은 두 개 있었다.
- *-ay
- *-aw

### 형태론
말레이조어 어근은 주로 두 음절이었지만 한 음절, 세 음절, 네 음절인 것도 있었다. 어근의 음절 구조는 다음과 같았다.
* [C V (N)] [C V (N)] [C V (N)] C V C 

참고: C = 자음, V = 모음, N = 비음

## 참고 문헌
- Adelaar, K. Alexander (1992). 《Proto-Malayic: The Reconstruction of its Phonology and Parts of its Lexicon and Morphology》. Pacific Linguistics, Series C, no. 119. Canberra: Dept. of Linguistics, Research School of Pacific Studies, the Australian National University.
- Adelaar, K. Alexander (1993). “The Internal Classification of the Malayic Subgroup”. 《Bulletin of the School of Oriental and African Studies》 (University of London,) 56 (3): 566–581. JSTOR 620695.
- Adelaar, Alexander (2005). “Malayo-Sumbawan”. 《Oceanic Linguistics》 44 (2): 357–388. JSTOR 3623345.
- Anderbeck, Karl (2012). “The Malayic speaking Orang Laut: Dialects and directions for research”. 《Wacana: Journal of the Humanities of Indonesia》 14 (2): 265–312. 2019년 5월 26일에 확인함.
- Bellwood, Peter; Fox, James J.; Tryon, Darrell (2006). 《The Austronesians: historical and comparative perspectives》. ANU E Press. ISBN 978-1-920942-85-4. 2018년 7월 19일에 원본 문서에서 보존된 문서. 2019년 6월 17일에 확인함.
- Blust, Robert (2010). “The Greater North Borneo Hypothesis”. 《Oceanic Linguistics》 49 (1): 44–118. JSTOR 40783586.
- Dyen, Isidore (1965). “A Lexicostatistical classification of the Austronesian languages”. 《International Journal of American Linguistics》 (Memoir 19).
- Eberhard, David M.; Simons, Gary F.; Fennig, Charles D., 편집. (2019). 〈Malayic〉. 《Ethnologue: Languages of the World》 22판. Dallas, Texas: SIL International.
- Nothofer, Bernd. 1975. The reconstruction of Proto-Malayo-Javanic. (Verhandelingen van het KITLV, 73.) The Hague: Nijhoff.
- Nothofer, Bernd (1988). 〈A discussion of two Austronesian subgroups: Proto-Malay and Proto-Malayic〉.   Mohd. Thani Ahmad; Zaini Mohamed Zain. 《Rekonstruksi dan cabang-cabang Bahasa Melayu induk》. Siri monograf sejarah bahasa Melayu. Kuala Lumpur: Dewan Bahasa dan Pustaka. 34–58쪽.
- Omar, A. H.; Yahaya, S. R. (2018). “Malayic Aborigines of Malaysia: A Study in Subgrouping” (PDF). 《Advances in Social Sciences Research Journal》 5 (3): 452–465. 2019년 5월 26일에 원본 문서 (PDF)에서 보존된 문서. 2019년 6월 17일에 확인함.
- Ross, Malcolm D. (2004). 〈Notes on the prehistory and internal subgrouping of Malayic〉.   John Bowden; Nikolaus Himmelmann. 《Papers in Austronesian subgrouping and dialectology》. Canberra: Research School of Pacific and Asian Studies, Australian National University. 97–109쪽.
- Smith, Alexander (2017). 《The Languages of Borneo: A Comprehensive Classification》 (PDF) (Ph.D. Dissertation). University of Hawai‘i at Mānoa. 2023년 7월 20일에 원본 문서 (PDF)에서 보존된 문서. 2019년 5월 26일에 확인함.
- Tadmor, Uri (2002). 《Language contact and the homeland of Malay》. The Sixth International Symposium of Malay/Indonesian Linguistics (ISMIL 6). Bintan Island, 3-5 August 2002.